# Михаил Таков
Михаил Атанасов Таков е бивш български боксьор и капитан на българския национален отбор по бокс, могократен шампион на България за аматьори, бивш национален селексионер.

## Биография
Роден е през 1960 г. в София. Син е на известния български боксьор Атанас Таков, носител на купа „Странджа“ през 1957 г.
Започва да тренира бокс в школата на ЦСКА, където преминава и цялата му спортна кариера.
Като спортист е носител на бронзов медал в категория до 71 кг, от световното първенство през 1982 г. в Мюнхен, ФРГ, на 3 пъти е носител на бронзов медал от европейско първенство, Световен шампион за военнослужещи през 1983 г.
Носител е на сребърно отличие от турнира „Дружба-84“ в Куба, Хавана, организиран от страните, бойкотиращи лятната олимпиада в Лос Анджелис, 1984 година. 8 пъти е шампион на България.
От 2013 е координатор на всички национални отбори по бокс на страната. Треньор на годината на България за 1991 и 2012 година.

### Личен живот
Женен е, има 2 деца – Атанас и Михаела.